# Telipogon cascajalensis
Telipogon cascajalensis är en orkidéart som beskrevs av Dodson och Rodrigo Escobar. Telipogon cascajalensis ingår i släktet Telipogon och familjen orkidéer.
Artens utbredningsområde är Costa Rica. Inga underarter finns listade i Catalogue of Life.